# Adelantado mayor de Andalucía
El adelantado mayor de Andalucía o adelantado mayor de la frontera de Andalucía era un oficial al servicio de la Corona de Castilla que tenía encomendadas diversas competencias judiciales y militares en dicho territorio, contra el Reino de Granada. El cargo fue creado en 1253 por el rey Alfonso X de Castilla bajo el nombre de adelantado de la Frontera.

## Historia

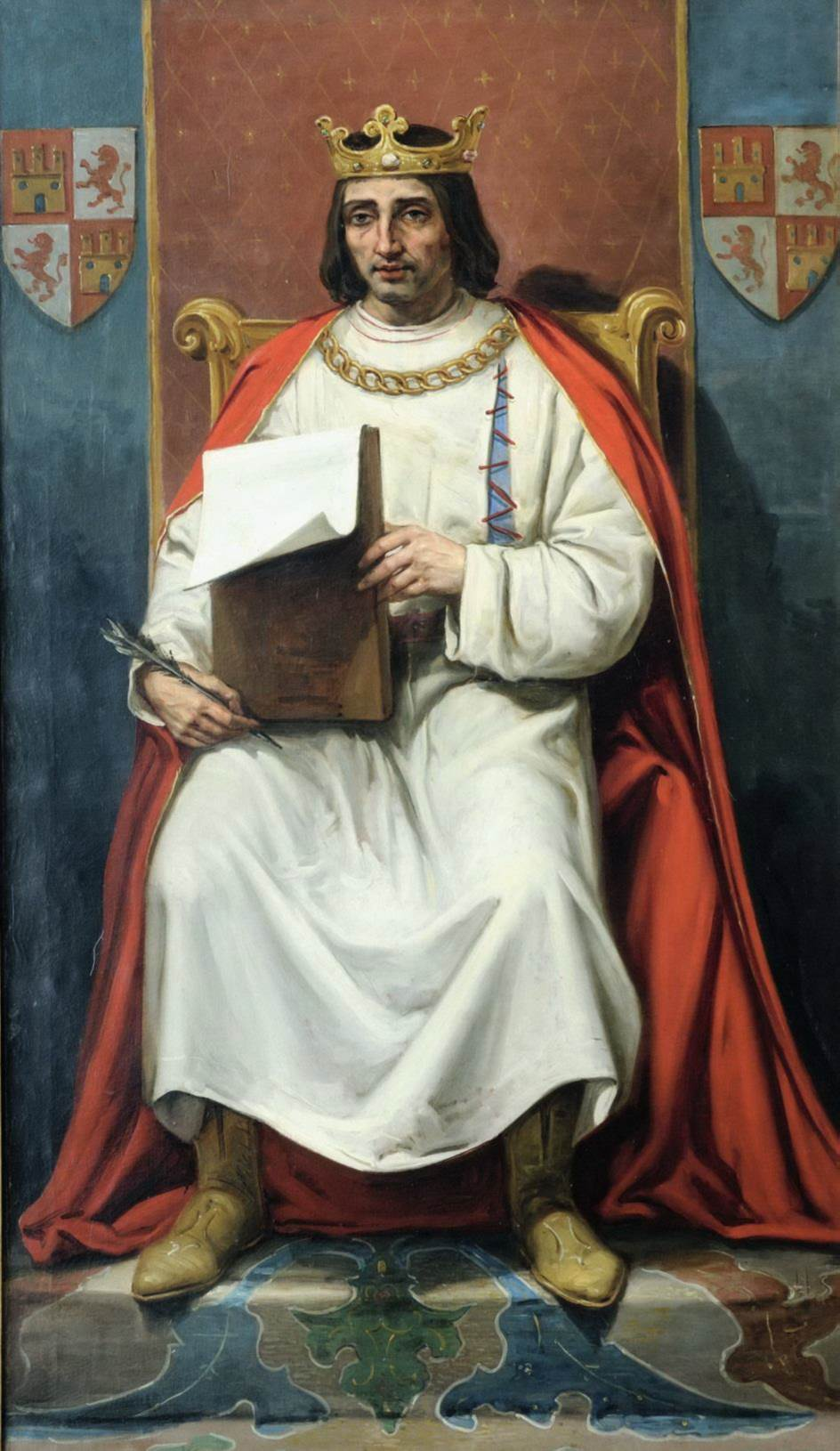
Retrato imaginario de Alfonso X de Castilla. José María Rodríguez de Losada. (Ayuntamiento de León).

Lamingueiro Fernández señaló que ya desde los siglos X y XI los monarcas leoneses intentaron hacer que su presencia fuera efectiva en todos los lugares de su jurisdicción, por lo que se vieron obligados a llevar a cabo una política particular en cada uno de ellos, y de ese modo aparecieron las merindades mayores y menores, las tenencias, los alfoces y posteriormente, a mediados del siglo XIII, los adelantamientos.
En el reinado de Fernando III de Castilla ya estaban plenamente definidas las jurisdicciones de los merinos mayores y menores, y Lamingueiro Fernández indicó que los primeros eran oficiales de la Corona de alto rango, con extensas competencias jurídico-administrativas, y con poderes recibidos directamente del rey. Y fue también el rey Fernando III quien designó merinos mayores para el reino de Castilla y posteriormente para los de León, Galicia y Murcia.
Varios historiadores consideran a Álvaro Pérez de Castro el Castellano, señor de la Casa de Castro y bisnieto del rey Alfonso VII de León, el primer adelantado mayor de la frontera de Andalucía, ya que sus competencias en territorio andaluz fueron similares a las de un adelantado. Sin embargo, el señor de la Casa de Castro nunca recibió oficialmente dicho título, que no fue creado hasta el reinado de Alfonso X el Sabio. La Primera Crónica General, que fue compuesta durante el reinado de Alfonso X, describe las responsabilidades y atribuciones de Álvaro Pérez de Castro el Castellano en la frontera de Andalucía de un modo similar al utilizado en la Partida II del Código de las Siete Partidas para describir las funciones del representante del monarca en la frontera, correspondiéndose esto último con las atribuciones propias de un adelantado de la Frontera.
A la muerte de Fernando III, su hijo y heredero, Alfonso X, mantuvo la misma división administrativa que había existido en el reinado de su padre, y de ese modo todos sus territorios continuaron divididos en cuatro merindades mayores, aunque en 1253 se creó el adelantamiento mayor de la Frontera para los reinos de Jaén, Córdoba y Sevilla, que estaban situados junto al reino nazarí de Granada, y en 1258 los merinos mayores de León, Castilla y Murcia fueron reemplazados por adelantados mayores. Y cinco años después, en 1263, Alfonso X también nombró un adelantado mayor de Galicia para reemplazar al merino mayor de ese territorio.
Además, el célebre escritor y magnate Don Juan Manuel, que era nieto del rey Fernando III de Castilla y llegaría a ser adelantado mayor del reino de Murcia y también de la frontera de Andalucía, llegó a afirmar en su Libro de los estados por medio de su padre, el infante Manuel de Castilla, que:

Señor infante, todo esto que vos yo digo en razón de los Adelantados, debedes entender eso mismo de los Merinos, ca eso mismo es lo uno lo al, et non ha otro departimiento, sinón que en algunas tierras llaman Adelantados et en otra Merinos...

El adelantamiento y la notaría mayor de Andalucía se hicieron cargos hereditarios a partir de Per Afán de Ribera el Viejo, fundador de la Casa de Alcalá. Con el paso del tiempo el adelantado perdió sus atribuciones militares conservando tan sólo el valor honorífico del cargo, al igual que sucedió en el adelantamiento de Granada, que quedó en manos de los duques de Maqueda tras la Guerra de Granada.

## Adelantados mayores de la frontera de Andalucía[a]

### Reinado de Alfonso X de Castilla (1252-1284)

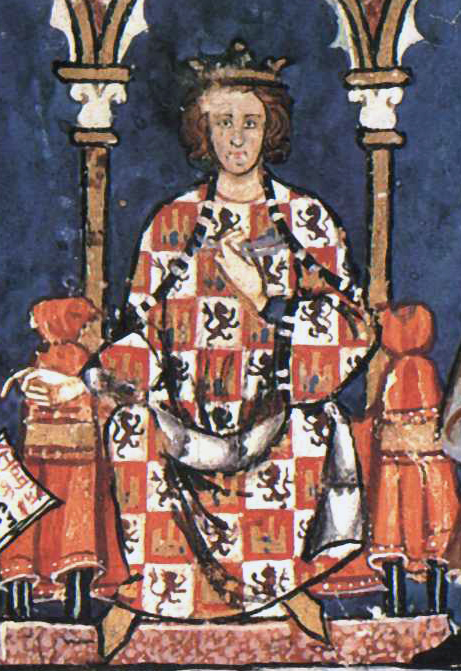
Miniatura medieval que representa a Alfonso X de Castilla.

- (1253) Pedro Ruiz de Olea. Fue el primer individuo en ostentar el título de «adelantado de la Frontera»,[7] y fue hermano de Gutierre Ruiz de Olea, que fue obispo de Córdoba entre 1246 y 1249 y arzobispo de Toledo.[8] Y desempeñó el cargo aproximadamente entre los meses de enero y junio de 1253.[9]
- (1253-1258) Sancho Martínez de Jódar. Fue señor de las villas de Jódar, Bedmar, El Carpio, del castillo de Garcíez, y de otra serie de fortalezas, lo que le convertía, como señaló Braulio Vázquez Campos, en uno de los más destacados nobles del Alto Valle del Guadalquivir.[10] Y ocupó el adelantamiento mayor de la Frontera, aproximadamente, entre junio de 1253 y abril de 1258.[9]
- (1258-1261) Diego Sánchez de Fines. Fue hijo de Sancho Fernández de León y nieto del rey Fernando II de León, según consta en la Crónica de la Orden de Alcántara.[11][b] Y Manuel González Jiménez señaló que tanto Diego Sánchez de Fines como su predecesor en el cargo fueron nombrados debido a su conocimiento de la guerra fronteriza con el reino nazarí de Granada.[12] Además, Diego Sánchez poseía los castillos de Cárchel y de Cazalla y numerosas propiedades en las actuales provincias de Jaén y sobre todo de Sevilla,[13] y ocupó el cargo de adelantado mayor aproximadamente entre junio de 1258 y enero de 1261.[9]
- (1261-1272) Alfonso García de Villamayor. Falleció hacia 1292, según el eclesiástico e historiador Luciano Serrano,[14] y fue un ricohombre castellano de la Casa de Villamayor e hijo de García Fernández de Villamayor,[15] que fue mayordomo mayor de las reinas Leonor de Plantagenet y Berenguela de Castilla y del rey Fernando III,[16] y de Mayor Arias.[15][17] Alfonso García de Villamayor, que ocupó el cargo de adelantado mayor aproximadamente entre marzo de 1261 y enero de 1272,[9] fue señor de Celada, mayordomo mayor del rey Alfonso X y adelantado mayor de la frontera de Andalucía y del reino de Murcia.[18] Y contrajo matrimonio con Leonor Alfonso de Molina, que era hija ilegítima del infante Alfonso de Molina y nieta del rey Alfonso IX de León,[19][20] aunque otros autores no mencionan nada sobre ese matrimonio y afirman que contrajo matrimonio con Elvira Fernández, que fue priora del monasterio de Santa María la Real de Villamayor de los Montes[21] y era hija de Fernán Gutiérrez de Castro y hermana de Urraca Fernández, que se casó con el hermano de Alfonso, Juan García de Villamayor.[22]Rueda de un privilegio rodado de Alfonso X de Castilla.

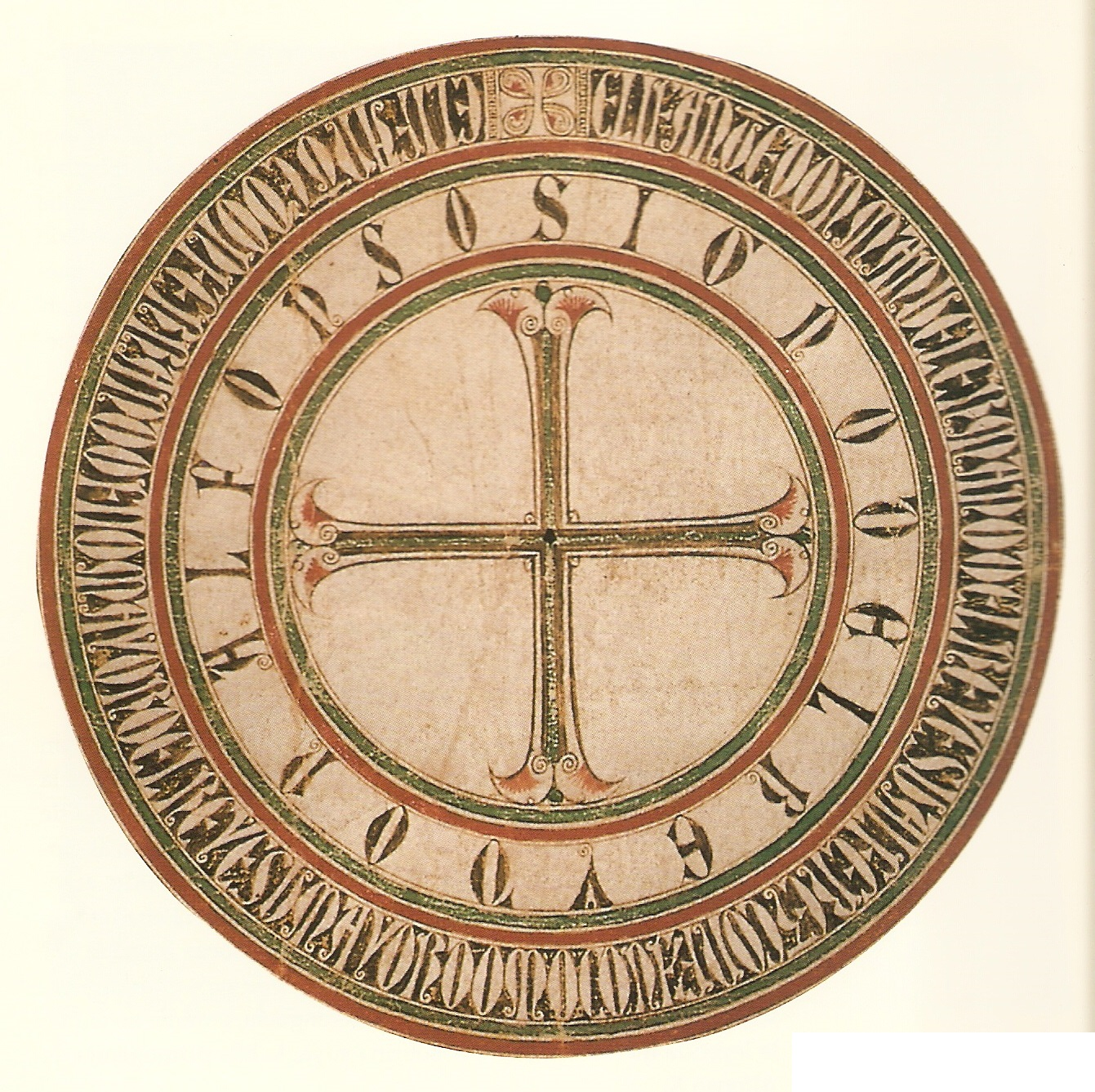
Rueda de un privilegio rodado de Alfonso X de Castilla.

- (1272-1273) Diego Sánchez de Fines. Hay constancia de que, entre aproximadamente junio de 1272 y marzo de 1273, este ricohombre volvió a ocupar el cargo de adelantado mayor de la Frontera.[23]
- (1274-1275) Nuño González de Lara el Bueno. Fue señor de la Casa de Lara y el ricohombre «más poderoso» de Castilla en la época de Alfonso X, en palabras de Vázquez Campos, y era hijo del conde Gonzalo Núñez de Lara y de María Díaz de Haro.[24] Sin embargo, el adelantamiento de este ricohombre únicamente está mencionado en algunas crónicas pero no en los privilegios rodados de la época de Alfonso X, aunque Vázquez Campos ya advirtió que hubo una gran escasez de documentos oficiales entre los años 1274 y 1276.[25] Contrajo matrimonio con Teresa Alfonso de León, que era hija ilegítima del rey Alfonso IX de León y de Aldonza Martínez de Silva,[26][27] y falleció en la batalla de Écija en septiembre de 1275 luchando contra los musulmanes.[28]

Aunque no figura en la lista oficial de los adelantados mayores de la Frontera, cabe la posibilidad de que entre 1274 y 1281 el oficio hubiera sido desempeñado por Alfonso Fernández el Niño, que fue hijo ilegítimo de Alfonso X y de Elvira Rodríguez de Villada y señor consorte de Molina y Mesa por su matrimonio con Blanca Alfonso de Molina, hija del infante Alfonso de Molina. Sin embargo, Alfonso Fernández el Niño nunca apareció en los documentos del reinado de su padre con el título de «adelantado mayor de la frontera», por lo que no debe ser incluido en la nómina de los mismos.

### Reinado de Sancho IV de Castilla (1284-1295)

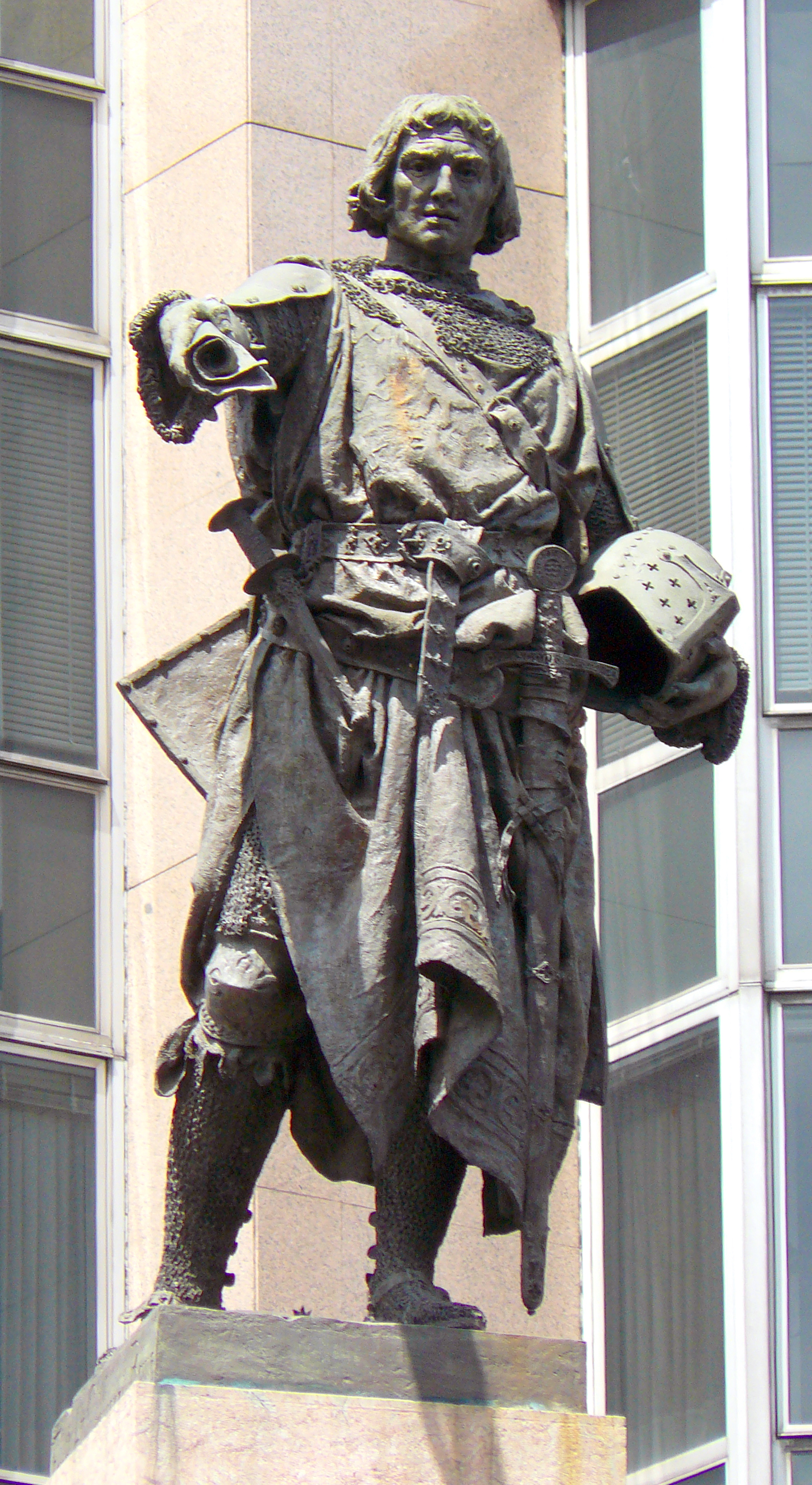
Estatua de Diego López V de Haro, señor de Vizcaya. Mariano Benlliure. (Bilbao).

- (1284-1287) Juan Fernández de Limia. Fue hijo de Fernando Eanes y de Teresa Anes y nieto de Juan Fernández de Limia,[33] que fue mayordomo mayor y alférez del rey Alfonso IX de León.[34] Durante la rebelión del infante Sancho contra su padre Alfonso X se mantuvo leal al infante,[c] y hay constancia de que fue pertiguero mayor de Santiago[35] y de que luchó contra los meriníes al lado de Sancho IV.[36]
- (1287-1288) Diego López V de Haro. Fue señor de Vizcaya y llegó a ocupar los cargos de alférez, mayordomo mayor del rey y adelantado mayor de Castilla,[37] y era hijo de Diego López III de Haro, señor de Vizcaya,[38] y de Constanza de Bearne.[39][37] Además, estuvo casado con la infanta Violante de Castilla, que era hija de Alfonso X y de la reina Violante de Aragón,[37] y fue hermano del conde Lope Díaz III de Haro, que fue señor de Vizcaya[38] y murió asesinado en Alfaro a manos del rey Sancho IV el día 8 de junio de 1288.[40] Diego López V de Haro murió en enero de 1310 en el asedio de Algeciras,[41] y la única fuente que menciona que ocupara el cargo de adelantado mayor de la Frontera es la Crónica de Sancho IV, aunque, y como ya ocurrió en el caso de Nuño González de Lara el Bueno durante el reinado de Alfonso X, no existen pruebas documentales que lo respalden.[42]
- (1290-1291) Fernán Pérez Ponce de León. Fue un ricohombre castellano de la familia Ponce de León, y era hijo de Pedro Ponce de Cabrera y de Aldonza Alfonso de León, que era hija ilegítima a su vez de Alfonso IX de León.[43][44] Fue señor de la Puebla de Asturias, Cangas y Tineo, mayordomo mayor del rey Alfonso X y ayo del infante Fernando de Castilla, que llegaría a reinar como Fernando IV.[43] Falleció a finales de 1291,[45] aunque otros autores afirman erróneamente que murió en 1292,[43] y ocupó el cargo de adelantado mayor de la Frontera aproximadamente entre marzo de 1290 y septiembre de 1291.[46]
- (1292) Juan Núñez I de Lara. Fue señor de la Casa de Lara y señor consorte de Albarracín por su matrimonio con Teresa Álvarez de Azagra,[47] y era hijo de Nuño González de Lara el Bueno, señor de la Casa de Lara, y de Teresa Alfonso de León, que fue hija ilegítima del rey Alfonso IX de León.[48][47] Fue mayordomo mayor del rey Sancho IV de Castilla y murió en Córdoba en 1294, y hay constancia de que ocupaba el adelantamiento mayor de la Frontera en enero de 1292.[49]
- (1292) Juan de Castilla el de Tarifa. Infante de Castilla e hijo de Alfonso X de Castilla y de la reina Violante de Aragón.[50] Fue señor de Valencia de Campos y señor consorte de Vizcaya por su matrimonio con María Díaz de Haro, y también fue señor, entre otras, de las villas de Baena, Luque, Oropesa, Dueñas, Tariego, Villalón,[51] Zuheros, Lozoya, Santiago de la Puebla, Melgar de Arriba, Paredes de Nava, Medina de Rioseco y Castronuño, y desempeñó además los cargos de alférez y mayordomo mayor del rey.[50] Murió junto con el infante Pedro de Castilla en el Desastre de la Vega de Granada, acaecido el día 25 de junio de 1319.[50] Y ocupó el cargo de adelantado mayor de la Frontera por primera vez en el mes de noviembre de 1292.[52]
- (1293-1295) Juan Fernández Cabellos de Oro. Ricohombre leonés e hijo ilegítimo del deán Fernando Alfonso de León, que era hijo ilegítimo a su vez de Alfonso IX de León,[53][54] y de Aldara López de Ulloa.[55] Ocupó los cargos de adelantado mayor de Galicia, merino mayor de Galicia y mayordomo mayor del rey Sancho IV de Castilla,[55][56] y falleció en la ciudad de Salamanca en 1303.[53][55] Y está documentado que ocupó el adelantamiento mayor de la Frontera entre, aproximadamente, mayo de 1293 y agosto de 1295, por lo que fue el último adelantado mayor en el reinado de Sancho IV.[57]

### Reinado de Fernando IV de Castilla (1295-1312)

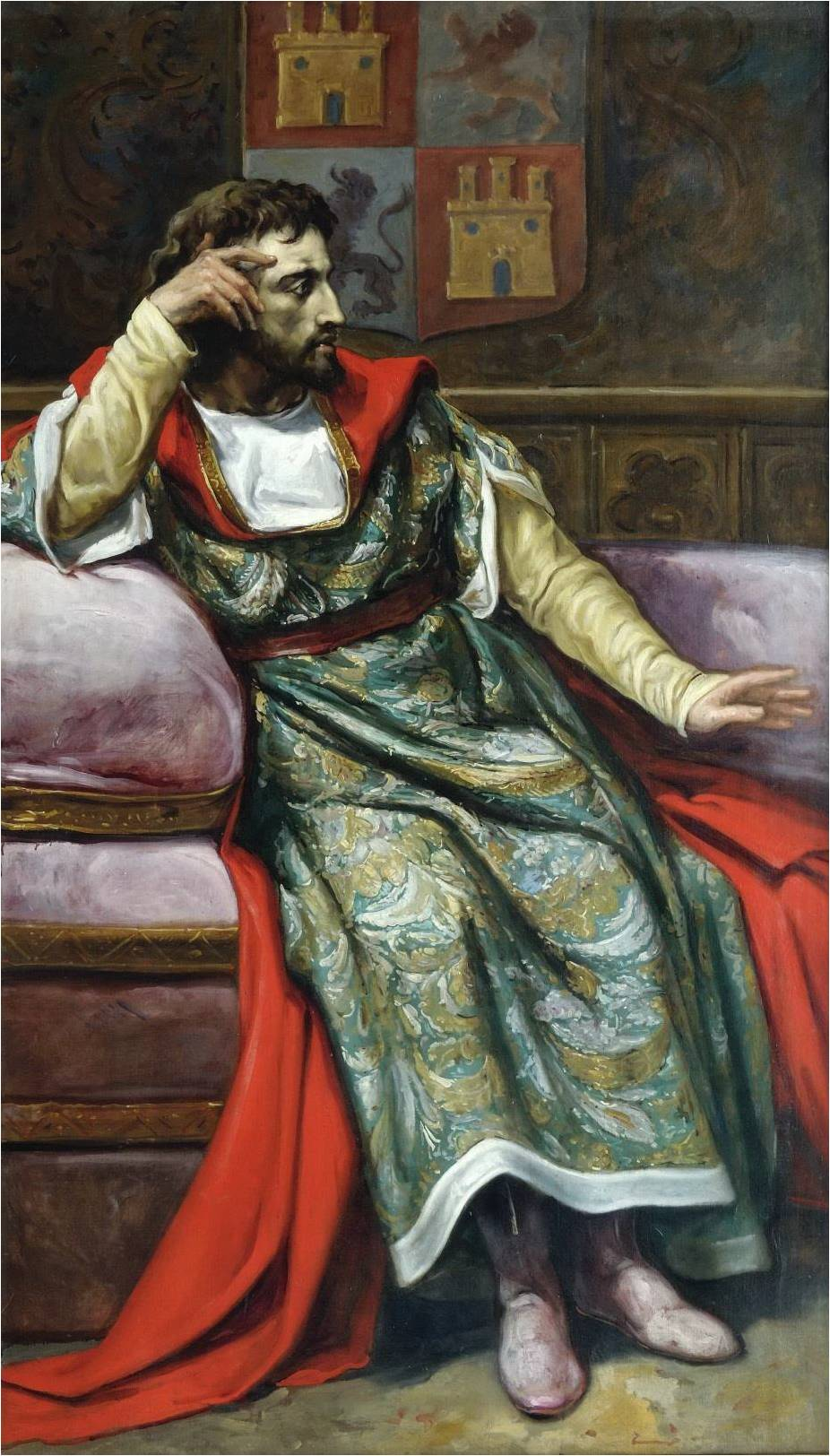
Retrato imaginario de Fernando IV de Castilla, por José María Rodríguez de Losada. Ca. 1892-1894. (Ayuntamiento de León).

- (1295) Juan Fernández Cabellos de Oro. En los primeros meses del reinado de Fernando IV de Castilla,[57] que subió al trono el día 26 de abril de 1295 tras la muerte de su padre, Sancho IV,[58] este ricohombre leonés continuó ocupando el cargo de adelantado mayor de la Frontera.[57] Y el último documento en el que figura con ese título fue expedido el día 12 de agosto de 1295.[59]
- (1296-1298) Pedro Ponce de León. Ricohombre castellano de la familia Ponce de León. Fue hijo de Fernán Pérez Ponce de León, adelantado mayor de la frontera de Andalucía y señor de la Puebla de Asturias, y de Urraca Gutiérrez de Meneses.[55] Y fue señor de Cangas, Tineo y de la Puebla de Asturias,[60] mayordomo mayor del rey Fernando IV[61] y adelantado mayor de Galicia,[55] existiendo además constancia de que ocupó el adelantamiento mayor de la Frontera, aproximadamente, entre octubre de 1296 y octubre de 1298.[62]
- (1299-1303) Enrique de Castilla el Senador. Infante de Castilla e hijo del rey Fernando III de Castilla y de la reina Beatriz de Suabia.[63] Fue señor, entre otras, de las villas de Écija, Medellín, Roa y Atienza,[64] y ocupó los cargos de mayordomo mayor del rey y de tutor del rey Fernando IV durante su minoría de edad.[64] Contrajo matrimonio con Juana Núñez de Lara, señora de la Casa de Lara e hija de Juan Núñez I de Lara y de Teresa de Haro, y falleció en su villa de Roa en agosto de 1303 a los 73 años de edad.[64][65] Sin embargo, y como advirtió Braulio Vázquez Campos, no existen pruebas documentales, a excepción de la Crónica de Fernando IV, que avalen que el infante Enrique ocupara el cargo de adelantado mayor de la Frontera, aunque de la mencionada Crónica sí puede inferirse que lo ejerció entre 1299 y agosto de 1303, que es la fecha de su muerte.[66]
- (1300-1301) Juan Osórez. Era hijo del caballero asturiano Osorio Álvarez,[67][68] y llegó a ser maestre de la Orden de Santiago entre 1293 y 1310,[d] mayordomo mayor del rey Fernando IV de Castilla,[69] y adelantado mayor del reino de Murcia.[70] Y está documentado que ocupó el adelantamiento mayor de la Frontera entre, aproximadamente, marzo de 1300 y mayo de 1301.[71]
- (1303-1306) Juan Núñez II de Lara. Señor de la Casa de Lara y de Albarracín e hijo de Juan Núñez I de Lara y de Teresa Álvarez de Azagra.[67][72] Contrajo matrimonio en tres ocasiones, pero falleció sin dejar descendencia en 1315 y sus posesiones pasaron a manos de su sobrino, Juan Núñez III de Lara, que fue señor de Lara y señor consorte de Vizcaya.[73] Juan Núñez II de Lara también ocupó los cargos de mayordomo mayor del rey y de pertiguero mayor de Santiago, y está documentado que ocupó el adelantamiento mayor de la frontera entre, aproximadamente, agosto de 1303 y abril de 1306,[74] aunque, y al menos entre 1304 y 1305, la lugartenencia del adelantamiento estuvo en manos de Álvar Núñez de Aza, que era un noble vinculado a la Casa de Lara.[75]
- (1306-1311) Juan de Castilla el de Tarifa. En el año 1296, y durante la minoría de edad de Fernando IV de Castilla, el infante Juan fue proclamado rey de León, de Sevilla y de Galicia con el nombre de Juan I de León, aunque en 1300 se reconcilió con Fernando IV y entró a su servicio.[76][77] El infante Juan, que era tío carnal del rey Fernando IV de Castilla, volvió a ocupar el adelantamiento mayor de la Frontera entre, aproximadamente, agosto de 1306 y enero de 1311, aunque durante este periodo, y aproximadamente entre 1307 y 1312, Alfonso Fernández de Córdoba, que fue alguacil mayor de Córdoba, fue su lugarteniente en el adelantamiento de la Frontera.[78]Sepulcro del rey Fernando IV de Castilla en la iglesia de San Hipólito de Córdoba.

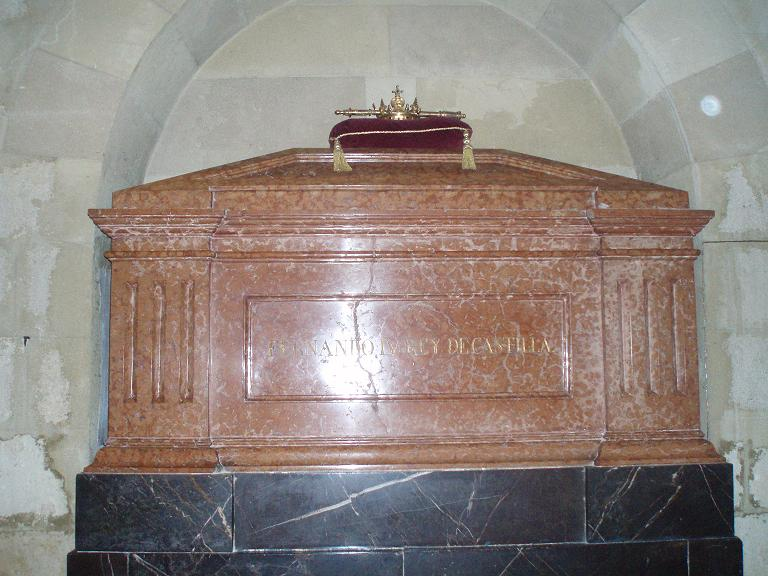
Sepulcro del rey Fernando IV de Castilla en la iglesia de San Hipólito de Córdoba.

- (1311) Juan Núñez II de Lara. Entre los meses de enero y febrero de 1311, y debido a las desavenencias entre el infante Juan y Fernando IV de Castilla, Juan Núñez II de Lara volvió a ocupar el cargo de adelantado mayor de la Frontera. Y hay constancia de que este magnate falleció en 1315 en la ciudad de Burgos mientras se celebraban las Cortes de Burgos de ese año, según refiere la Crónica de Alfonso XI.[79]
- (1311) Juan de Castilla el de Tarifa. Entre mayo y octubre de 1311 el infante Juan volvió a desempeñar el cargo, y el último documento en el que figura como tal data del día 28 de octubre de 1311.[80]
- (1312) Sancho Sánchez de Velasco. Era hijo de Fernán Sánchez de Velasco y de Teresa Martínez,[81] y el rey Fernando IV de Castilla le entregó los valles de Ruega y de Soba junto con dos mil vasallos en la Puebla de Arlanzón. Fue privado del rey Fernando IV,[82] adelantado mayor de Castilla y justicia mayor de la Casa del rey,[83] y contrajo matrimonio con Sancha Carrillo, que era hija de Garcí Gómez Carrillo, alcalde mayor de los hijosdalgo de Castilla, y de Elvira Osorio.[83] Además, está documentado que ocupó el cargo de adelantado mayor de la Frontera entre los meses de marzo y septiembre de 1312, por lo que fue el último de los adelantados del reinado de Fernando IV de Castilla,[84] que falleció en la ciudad de Jaén el día 7 de septiembre de 1312 a los veintiséis años de edad.[85] Sin embargo, existen pruebas de que en abril de 1312, y al mismo tiempo que Sancho Sánchez de Velasco ejercía el cargo de adelantado mayor, Alfonso Fernández de Córdoba continuaba ejerciendo la lugartenencia del adelantamiento en nombre del infante Juan de Castilla, aunque Braulio Vázquez Campos advirtió que es imposible en la actualidad, debido a la carencia de datos, conciliar ambos hechos.[86]

### Reinado de Alfonso XI de Castilla (1312-1350)

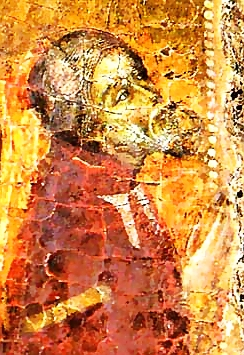
Retrato que se supone representa a Don Juan Manuel, nieto del rey Fernando III de Castilla. (Catedral de Murcia).

- (1312-1313) Sancho Sánchez de Velasco. Durante los primeros meses del reinado de Alfonso XI de Castilla, que subió al trono tras la muerte de su padre, Fernando IV, Sancho Sánchez de Velasco continuó ejerciendo el cargo de adelantado mayor de la Frontera.[87] Y hay constancia de que lo hizo aproximadamente entre septiembre de 1312 y enero de 1313.[87]
- (1314-1315) Men Rodríguez Tenorio. Era hijo de Pedro Rodríguez Tenorio y de Teresa Páez, y entre noviembre de 1314 y noviembre de 1315, aproximadamente, ejerció el cargo de adelantado mayor de la Frontera en nombre del infante Pedro de Castilla,[e] que en esos momentos era uno de los tutores del rey Alfonso XI junto con el infante Juan de Castilla y la reina María de Molina.[88]
- (1316) Don Juan Manuel. Era hijo del infante Manuel de Castilla y de Beatriz de Saboya y nieto del rey Fernando III de Castilla.[89] Y a lo largo de su vida ejerció los cargos de adelantado mayor de la frontera de Andalucía y del reino de Murcia en diversos periodos,[90] y fue mayordomo mayor de los reyes Fernando IV y Alfonso XI y tutor de este último[91] en el último periodo de su minoría de edad junto con Juan el Tuerto, nieto de Alfonso X, y el infante Felipe de Castilla, que era hijo de Sancho IV y de la reina María de Molina.[92] Además, Don Juan Manuel fue príncipe de Villena por concesión del rey Alfonso IV de Aragón[93] y señor, entre otras muchas, de las villas de Peñafiel, Villena, Escalona, Cartagena, Lorca y Elche.[94] Y está documentado que ejerció el cargo de adelantado mayor de la Frontera por primera vez en su vida entre los meses de abril y septiembre de 1316.[95]
- (1317-1320) Alfonso Fernández de Córdoba. Fue alguacil mayor de Córdoba y también señor de Cañete, de Alcalá de los Gazules y del castillo de Dos Hermanas, siendo además uno de los más destacados nobles cordobeses durante los reinados de Fernando IV y de Alfonso XI.[96] Y durante el reinado de Fernando IV, y entre los años 1307 y 1312, como se mencionó anteriormente, ocupó la lugartenencia del adelantamiento de la Frontera en nombre del infante Juan de Castilla.[97] Además, Alfonso Fernández de Córdoba fue adelantado mayor de la Frontera entre, aproximadamente, diciembre de 1317 y diciembre de 1320, pero en el testamento que otorgó el día 25 de octubre de 1325 aún se autodenominaba «adelantado mayor por el Rey en toda la Frontera», aunque en opinión de Vázquez Campos sólo era una pretensión por parte de este noble, ya que en esos momentos el cargo estaba en manos de Don Juan Manuel.[98]Retrato imaginario de Alfonso XI de Castilla, por Francisco Cerdá de Villarestan. 1849. (Museo del Prado, Madrid).

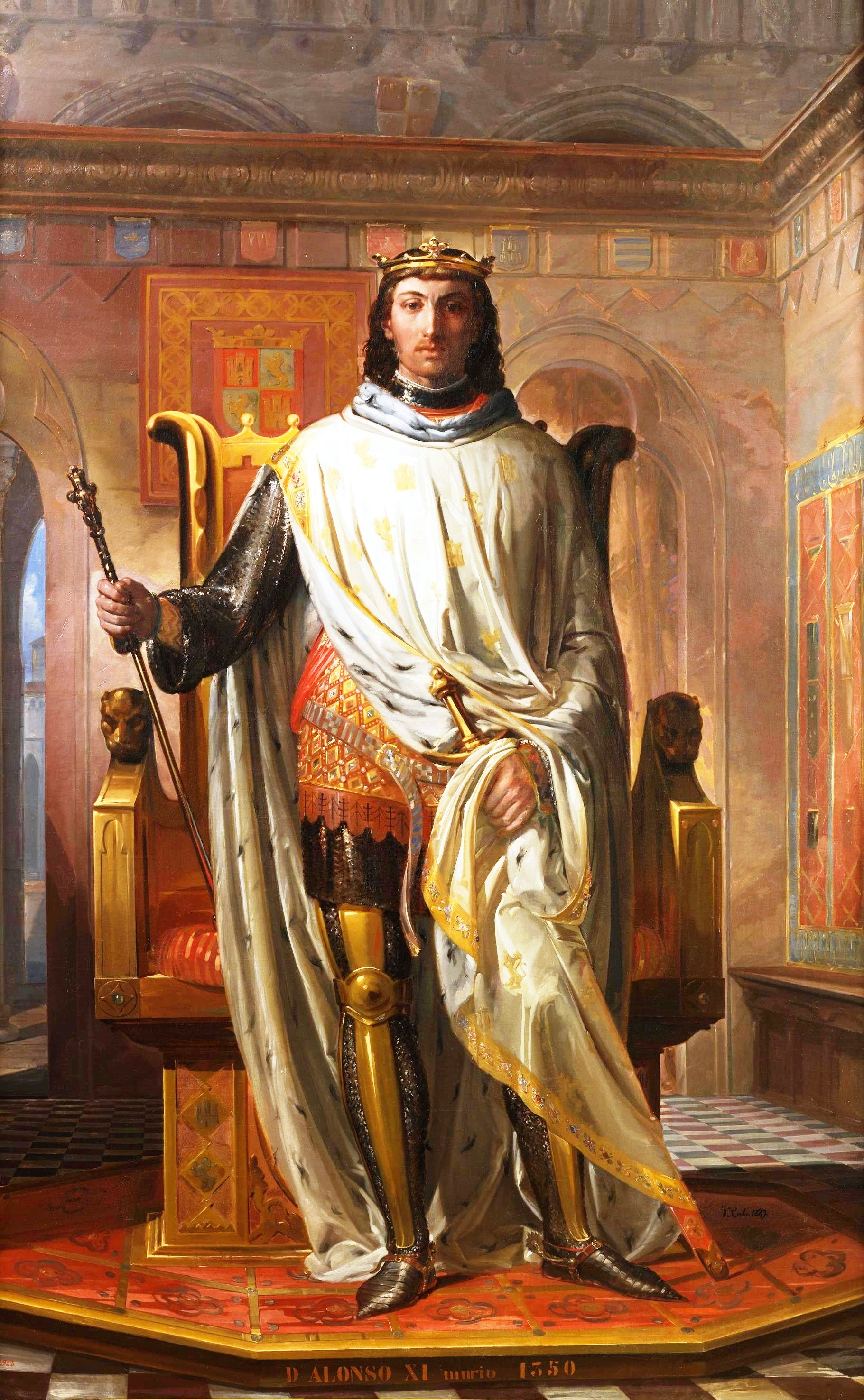
Retrato imaginario de Alfonso XI de Castilla, por Francisco Cerdá de Villarestan. 1849. (Museo del Prado, Madrid).

- (1320-1325) Juan el Tuerto. Fue hijo del infante Juan de Castilla el de Tarifa y de María Díaz de Haro,[99] y fue señor de Vizcaya y alférez del rey, aunque murió asesinado en Toro el día 2 de diciembre de 1326 por orden del rey Alfonso XI.[100][101] Tras la muerte de su padre y del infante Pedro en el Desastre de la Vega de Granada, ocurrido en junio de 1319, Juan el Tuerto compartió la tutoría del rey Alfonso XI entre 1320 y 1325 con Don Juan Manuel y con el infante Felipe de Castilla, ya que la reina María de Molina había fallecido en 1321.[102] Sin embargo, en esta época se produjo un caso de «bicefalia», en palabras de Vázquez Campos, en el adelantamiento de la Frontera, ya que por un lado el cargo era ocupado por Juan el Tuerto, pero al mismo tiempo el infante Felipe, aunque sin llegar a ocuparlo personalmente, nombró adelantados que actuaban en nombre suyo.[102] Y hay constancia que en 1323 Suero Pérez Maldonado,[103] que fue maestre de la Orden de Alcántara entre 1318 y 1335,[104] actuaba como adelantado mayor de la Frontera en nombre del infante Felipe de Castilla.[103] No obstante, la situación de anarquía y de desgobierno que atravesó la Corona de Castilla en ese periodo finalizó cuando Alfonso XI cumplió catorce años y alcanzó la mayoría de edad, en agosto de 1325.[105]
- (1325-1328) Don Juan Manuel. Entre octubre de 1325 y enero de 1328, aproximadamente, y ya durante la mayoría de edad de Alfonso XI de Castilla, Don Juan Manuel volvió a ocupar el cargo de adelantado mayor de la Frontera por segunda vez.[106] Y conviene señalar que el día 29 de agosto de 1326 el célebre magnate y escritor, hallándose en el desempeño de sus funciones como adelantado, derrotó aplastantemente a las tropas musulmanas del reino nazarí de Granada en la batalla de Guadalhorce.[107][108][109]
- (1328) Álvar Núñez Osorio. Era hijo del ricohombre leonés Álvar Rodríguez Osorio, señor de Villaornate, y de Elvira Núñez,[110] y llegó a ser privado del rey Alfonso XI de Castilla, conde de Trastámara, de Lemos y de Sarria, señor de Cabrera y Ribera, mayordomo mayor del rey Alfonso XI, adelantado mayor de León,[111] justicia mayor de la Casa del Rey, camarero mayor del rey, adelantado mayor de la frontera de Andalucía, pertiguero mayor de Santiago y freire de la Orden de San Juan de Jerusalén.[112] Sin embargo, en 1329 fue asesinado por orden de Alfonso XI tras haberse rebelado contra el monarca,[113] pero no existen pruebas documentales que avalen, a excepción de la Crónica de Alfonso XI, que Álvar Núñez Osorio ocupara el adelantamiento de la Frontera, aunque en la mencionada obra sí consta que lo hizo durante aproximadamente el primer semestre de 1328.[114]
- (1328) Vasco Rodríguez de Coronado. Fue maestre de la Orden de Santiago entre 1327 y 1338[115] y llegó a ocupar el cargo de mayordomo mayor del infante Pedro, que posteriormente llegaría a reinar como Pedro I de Castilla.[116] Y está documentado que ocupó el cargo de adelantado mayor de la Frontera entre, aproximadamente, octubre y noviembre de 1328.[117]
- (1329-1335) Don Juan Manuel. El célebre autor de El conde Lucanor volvió a ocupar el adelantamiento de la Frontera por tercera vez en su vida entre, aproximadamente, mayo de 1329 y noviembre de 1335.[117]Urna de piedra donde reposan los restos de Don Juan Manuel. (Convento de San Pablo de Peñafiel, provincia de Valladolid).

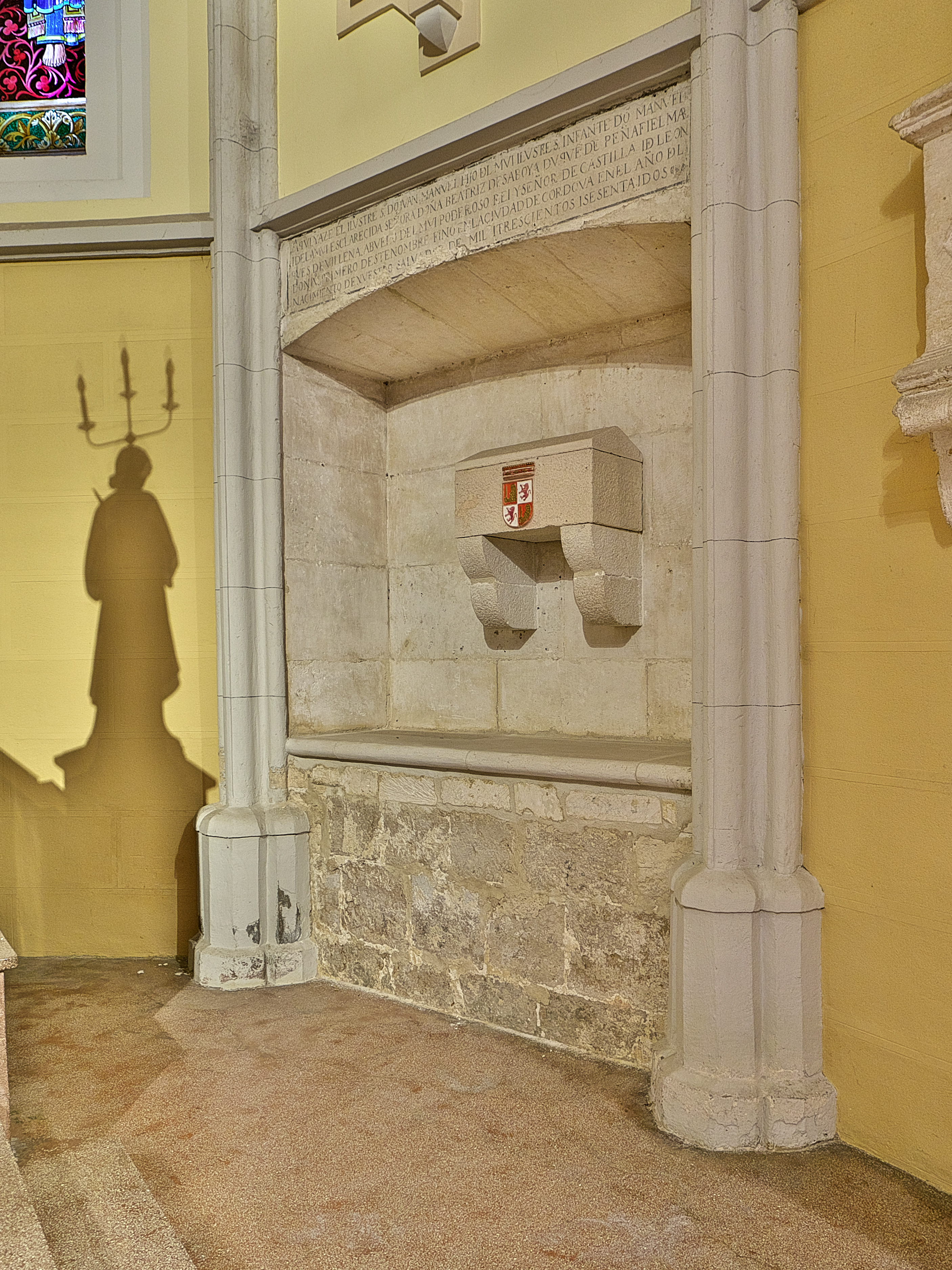
Urna de piedra donde reposan los restos de Don Juan Manuel. (Convento de San Pablo de Peñafiel, provincia de Valladolid).

- (1336-1343) Pedro Fernández de Castro el de la Guerra. Fue hijo de Fernando Rodríguez de Castro, señor de Lemos y Sarria, y de Violante Sánchez de Castilla, que era hija ilegítima de Sancho IV de Castilla.[118] Fue señor de Lemos, Monforte y Sarria, mayordomo mayor del rey Alfonso XI de Castilla, adelantado mayor de la frontera de Andalucía, Galicia y Murcia y pertiguero mayor de Santiago.[119] Además, Pedro Fernández de Castro ocupó el cargo de adelantado mayor de la Frontera entre, aproximadamente, septiembre de 1336 y junio de 1343,[120] que es la fecha de su muerte,[121][122][f] y está documentado que, al menos en septiembre de 1338, Alfonso Fernández de Saavedra[g] ocupaba la lugartenencia del adelantamiento en nombre del señor de Lemos y de Sarria.[120]
- (1343-1348) Don Juan Manuel. Entre junio de 1343 y marzo de 1348 el célebre magnate y escritor volvió a ocupar el adelantamiento andaluz por cuarta y última vez en su vida, ya que falleció en ese mismo año y posiblemente en la ciudad de Córdoba, según consta en su epitafio[123] del convento de San Pablo de Pañafiel, donde fue sepultado.[124] Y hay constancia de que, al menos en julio de 1347, la lugartenencia del adelantamiento era ocupada en nombre de Don Juan Manuel por Fernando Enríquez, que era hijo de Enrique Enríquez el Mozo y descendiente del infante Enrique de Castilla el Senador y del rey Fernando III el Santo.[125]
- (1348-1350) Fadrique Alfonso de Castilla. Fue hijo ilegítimo de Alfonso XI de Castilla y de Leonor de Guzmán, y llegó a ser maestre de la Orden de Santiago, señor de Haro, adelantado mayor de la frontera de Andalucía[126] y camarero mayor del rey,[127] aunque fue asesinado en la ciudad de Sevilla el día 29 de mayo de 1358 por orden de su hermanastro, el rey Pedro I de Castilla.[126] Sin embargo, no hay pruebas documentales,[128] a excepción de un pasaje de la Crónica del rey Don Pedro,[129] que demuestren que Fadrique Alfonso ejerciera el cargo de adelantado mayor de la Frontera entre 1348 y 1350, aunque en opinión de Vázquez Campos es «muy posible» que sí lo hiciera y también que, debido a su corta edad, la lugartenencia del adelantamiento[h] hubiera sido ejercida nuevamente por Fernando Enríquez, ya que así se consignó en la mencionada Crónica.[130] Además, Alfonso XI de Castilla falleció el día 26 de marzo de 1350 a causa de la peste mientras asediaba Gibraltar,[131] y fue sucedido en el trono por su hijo, Pedro I de Castilla.[132]

### Reinado de Pedro I de Castilla (1350-1369)

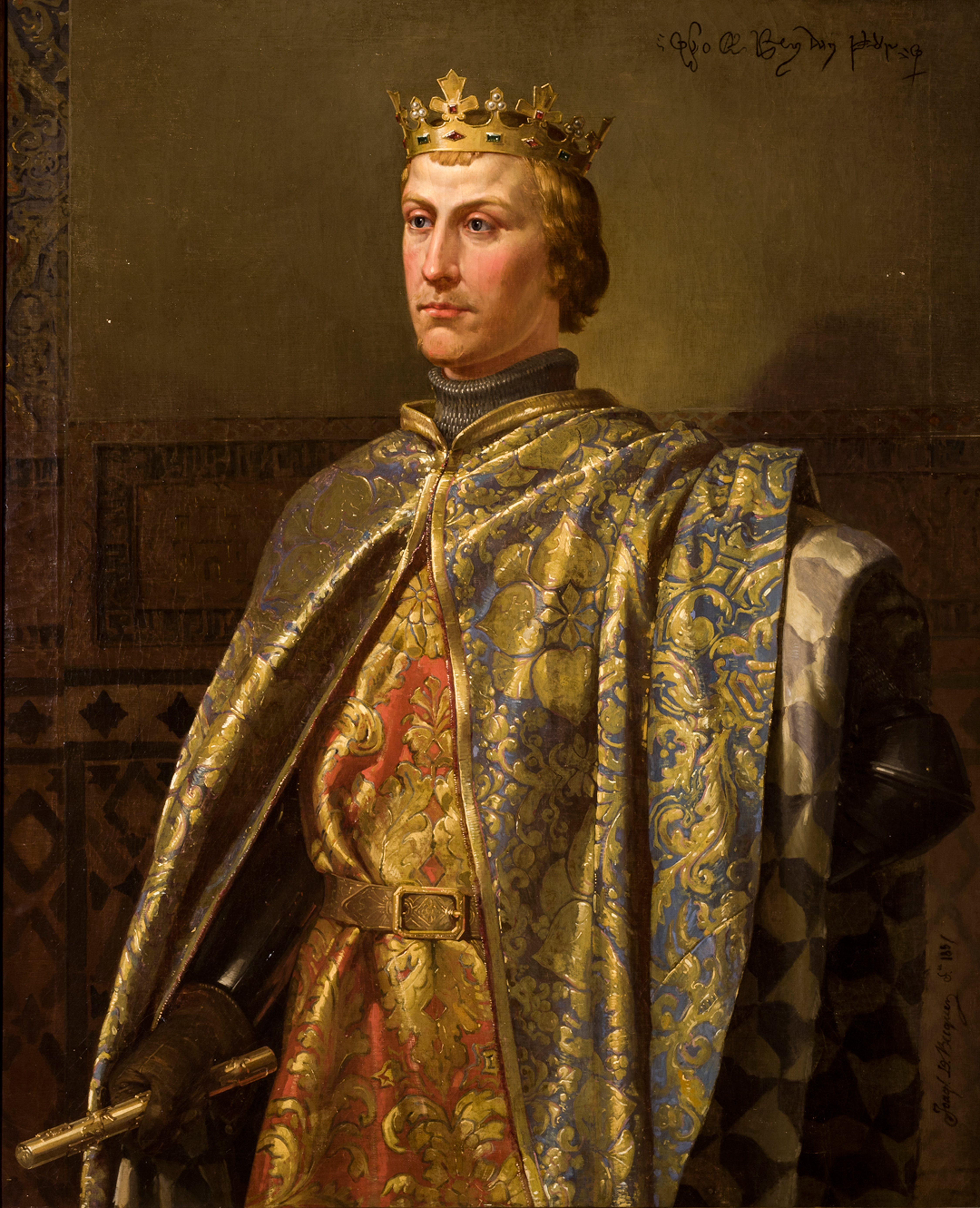
Retrato imaginario del rey Pedro I de Castilla, por Joaquín Domínguez Bécquer. 1857. (Ayuntamiento de Sevilla).

- (1350) Fadrique Alfonso de Castilla. Al principio del reinado de Pedro I de Castilla, su hermanastro Fadrique Alfonso de Castilla continuó ocupando el cargo de adelantado mayor de la Frontera, pero en la reorganización de los oficios palatinos y administrativos que Pedro I llevó a cabo tras su coronación, Fadrique Alfonso fue despojado de su cargo.[128][133]
- (1350-1357) Fernando de Aragón. Fue hijo del rey Alfonso IV de Aragón y de la reina Leonor de Castilla, y llegó a ser marqués de Tortosa y señor de Albarracín, Orihuela, Callosa, Guardamar, Alicante, Monforte, Elda, La Mola, Novelda y Aspe en el reino de Aragón,[134] aunque también desempeñó los cargos de adelantado mayor de la frontera de Andalucía y de canciller mayor del rey Pedro I de Castilla.[135] El infante Fernando, que era hermanastro del rey Pedro IV de Aragón, fue asesinado por orden de este último en Burriana en julio de 1363,[136] y desempeñó el cargo de adelantado mayor de la Frontera entre, aproximadamente, abril de 1350 y diciembre de 1357.[137]
- (1357-1358) Juan de Aragón. Fue hijo del rey Alfonso IV de Aragón y de la reina Leonor de Castilla y hermano del anterior, y llegó a ser señor consorte de Lara y de Vizcaya por su matrimonio con Isabel de Lara, que era hija de Juan Núñez III de Lara y de María Díaz de Haro.[138] Además, el infante Juan fue señor de Valdecorneja y de Oropesa y ocupó los cargos de adelantado mayor de la Frontera y de alférez del rey Pedro I de Castilla,[138] quien ordenó su asesinato en Bilbao el día 12 de junio de 1358.[139]
- (1358-1366) Enrique Enríquez el Mozo. Fue hijo de Enrique Enríquez el Viejo, señor de la Puebla de los Infantes, y de Estefanía Rodríguez de Ceballos, señora de Villalba de los Barros y del Vado de las Estacas, y era bisnieto del rey Fernando III de Castilla.[140] Fue señor de Villalba de los Barros, Nogales, Almendral, La Parra, Begíjar y otras villas y desempeñó los cargos de adelantado mayor de la frontera de Andalucía, justicia mayor de la Casa del rey,[141] caudillo mayor del obispado y reino de Jaén y alguacil mayor de Sevilla, siendo además caballero de la Orden de la Banda.[142] Enrique Enríquez el Mozo ocupó el adelantamiento mayor de la Frontera desde finales de mayo de 1358 hasta el momento de su muerte, ocurrida en 1366 y antes del día 20 de marzo.[143]
- (1368) Sancho de Castilla (Almazán, septiembre de 1363-1371), hijo del rey Pedro I de Castilla y de Isabel de Sandoval.[144] Además, hay constancia documental de que a finales de mayo de 1368 ocupaba el cargo de adelantado mayor de la Frontera, por lo que fue el último de los adelantados de la Frontera del reinado de Pedro I de Castilla.[145] Y conviene señalar que este último murió a manos de su hermanastro Enrique de Trastámara después de su derrota en la batalla de Montiel, librada el día 14 de marzo de 1369.[146]

### Reinado de Enrique II de Castilla (1369-1379)

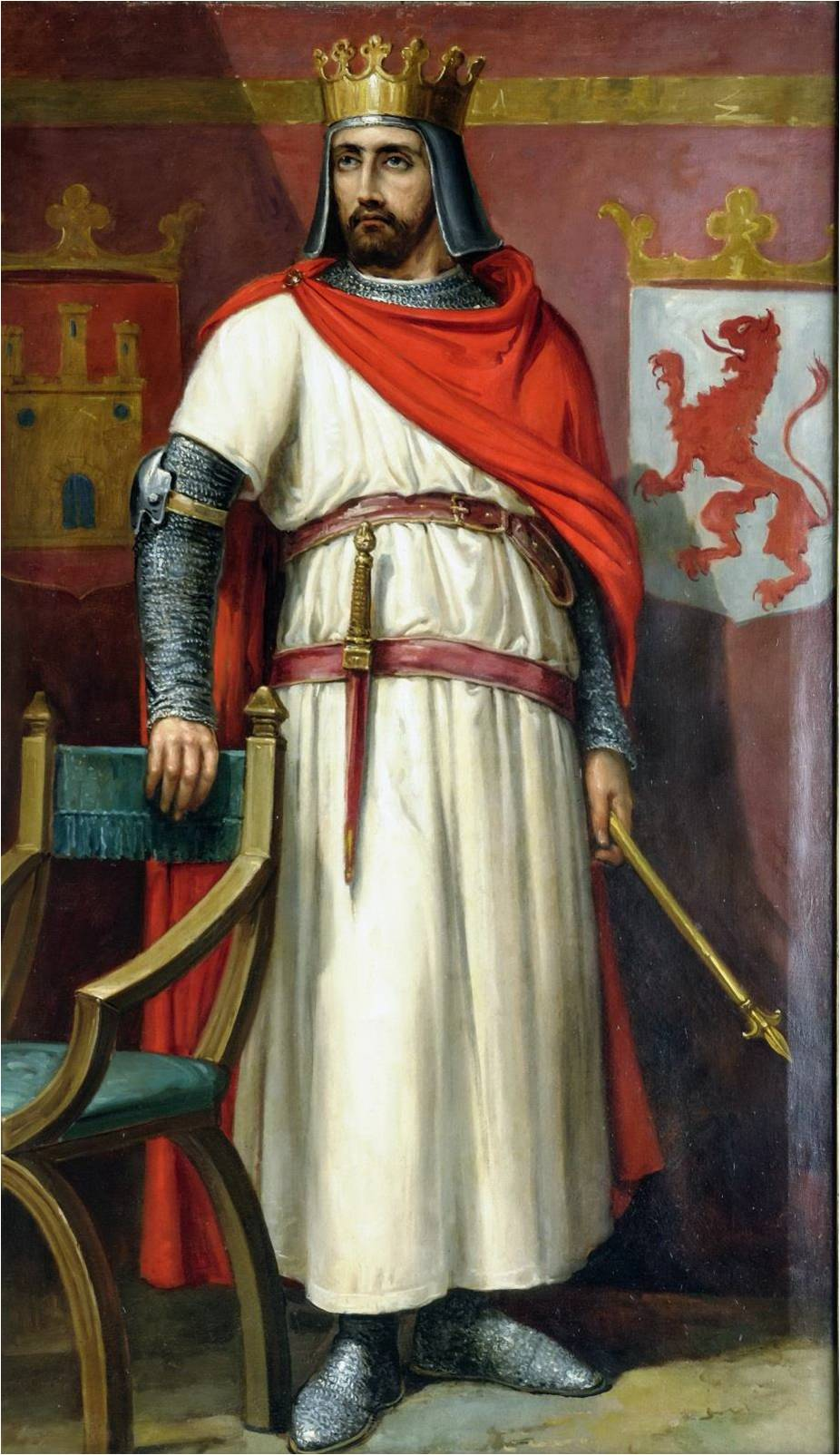
Retrato imaginario de Enrique II de Castilla. José María Rodríguez de Losada. (Ayuntamiento de León).

- (1370-1379) Alfonso Fernández de Montemayor. Fue hijo de Martín Alfonso de Córdoba el Bueno, señor de Dos Hermanas y de Montemayor, y de Aldonza López de Haro, señora de Fernán Núñez y de Abencalez.[147] Y fue señor de Dos Hermanas, Montemayor y Alcaudete y llegó a ocupar los cargos de adelantado mayor de la Frontera y de alcalde mayor de Córdoba, siendo además vasallo de los reyes Enrique II y Juan I de Castilla.[148] Además, conviene señalar que este noble ya ocupaba el adelantamiento de la Frontera en 1368 en nombre de Enrique de Trastámara durante la primera guerra civil castellana, y hay constancia de que continuó haciéndolo ininterrumpidamente entre 1370 y 1379,[149] que es el año de la muerte de Enrique II de Castilla.[i]

### Reinado de Juan I de Castilla (1379-1390)
- (1379-1380) Alfonso Fernández de Montemayor. Aproximadamente durante el primer año de reinado de Juan I de Castilla, que subió al trono en 1379 tras la muerte de su padre, Enrique II, Alfonso Fernández de Montemayor continuó ejerciendo el cargo de adelantado mayor de la Frontera.[149]
- (1382-1383) Pedro Muñiz de Godoy. Fue hijo de Muño Fernández de Godoy y de Elvira Díaz Tafur,[150] y llegó a ser maestre de las Órdenes de Alcántara, Calatrava y Santiago[151] y adelantado mayor de la frontera de Andalucía.[152] Falleció el día 2 de octubre de 1385 en la batalla de Valverde,[153] librada en el contexto de la Crisis de 1383-1385 en Portugal y en la que las tropas castellanas resultaron derrotadas por los portugueses,[154] y según Francisco de Paula Cañas Gálvez ejerció el cargo de adelantado mayor de la Frontera entre los años 1382 y 1383.[149]
- (1388-1390) Juan Alonso Pérez de Guzmán. Noble castellano de la Casa de Medina Sidonia e hijo de Juan Alonso Pérez de Guzmán, señor de Sanlúcar, y de Urraca Osorio. Fue señor de Sanlúcar, Ayamonte, Lepe y La Redondela y conde de Niebla. Y según Cañas Gálvez ocupó el adelantamiento de la Frontera ininterrumpidamente entre los años 1388 y 1390,[149] fecha esta última en la que falleció el rey Juan I de Castilla.[j]

### Reinado de Enrique III de Castilla (1390-1406)
- (1390-1394) Juan Alonso Pérez de Guzmán. Durante los cuatro primeros años del reinado de Enrique III de Castilla, y según afirmó Cañas Gálvez, el conde Juan Alonso Pérez de Guzmán continuó ejerciendo el cargo de adelantado mayor de la Frontera.[149]

### Adelantados mayores de Andalucía con carácter hereditario

Escudo de armas de los duques de Alcalá de los Gazules.

- Per Afán de Ribera el Viejo (c. 1338-1423). Adelantado mayor de la frontera de Andalucía y notario mayor de Andalucía.
- Diego Gómez de Ribera, II Adelantado de Andalucía.
- Per Afán de Ribera, III Adelantado de Andalucía.[155]
- Pedro Enríquez de Quiñones IV Adelantado de Andalucía.[156]
- Francisco Enríquez de Ribera V Adelantado de Andalucía.
- Fadrique Enríquez de Ribera, VI Adelantado Mayor de Andalucía.
- Per Afán Enríquez de Ribera, VII Adelantado Mayor de Andalucía.
- Fernando Enríquez de Ribera, VIII Adelantado Mayor de Andalucía.
- María Enríquez Afán de Ribera, IX Señora del Adelantazgo y Notaría mayor de Andalucía.
- Ana Francisca Luisa Portocarrero, X Señora del Adelantazgo y Notaría Mayor de Andalucía (III Marquesa de Alcalá de la Alameda y V Duquesa de Alcalá de los Gazules.)
- Juan Francisco de la Cerda, XI Adelantado Mayor de Andalucía (VIII Duque de Medinaceli).
- Luis Francisco de la Cerda Aragón, Adelantado de Andalucía.
- Nicolás Fernández de Córdoba y de la Cerda, Adelantado de Andalucía.
- Luis Fernández de Córdoba y Spínola, Adelantado de Andalucía.
- Pedro de Alcántara Fernández de Córdoba, Adelantado de Andalucía.
- Luis María de le Soledad Fernández de Córdoba y Gonzaga, Adelantado de Andalucía.
- Luis Joaquim Fernández de Córdoba, Adelantado de Andalucía.
- Luis Tomás de Villanueva Fernández de Córdoba Figueroa y Ponce de León, Adelantado de Andalucía.
- Luis Fernández de Córdoba y Pérez de Barradas, Adelantado de Andalucía.
- Luis Jesús Fernández de Córdoba y Salabert, Adelantado de Andalucía.
- Victoria Eugenia Fernández de Córdoba, Adelantada de Andalucía.
- Victoria Elisabeth de Hohenlohe-Langenburg, Adelantada de Andalucía.[157]